# Альфредо Феррарі
Альфредо (Діно) Феррарі (італ. Alfredo "Dino" Ferrari; 19 січня 1932 — 30 червня 1956) — італійський інженер, старший син автоконструктора Енцо Феррарі. Діно страждав на м'язову дистрофію Дюшена, невиліковну хворобу, і помер у віці 24 років. Після смерті автомобіль Ferrari з двигуном, над яким Діно працював за життя, було названо на його честь.

## Дитинство та юність
Альфредо Феррарі народився 19 січня 1932 року в Модені в родині Енцо Феррарі та Лаури Домініки Гарелло. Альфредо був названий на честь свого діда по батькові. Енцо, який тоді був гонщиком Alfa Romeo, поклявся припинити перегони, якщо в нього народиться син. Він дотримав свого слова і пішов з перегонів у 1932 році, щоб зосередитися на управлінні новоствореною гоночною командою Scuderia Ferrari.
Енцо з раннього дитинства виховував Альфредо як свого наступника. Його син вивчав економіку в Болоньї, а потім переїхав до Швейцарії вивчати машинобудування.

## Кар'єра в Ferrari

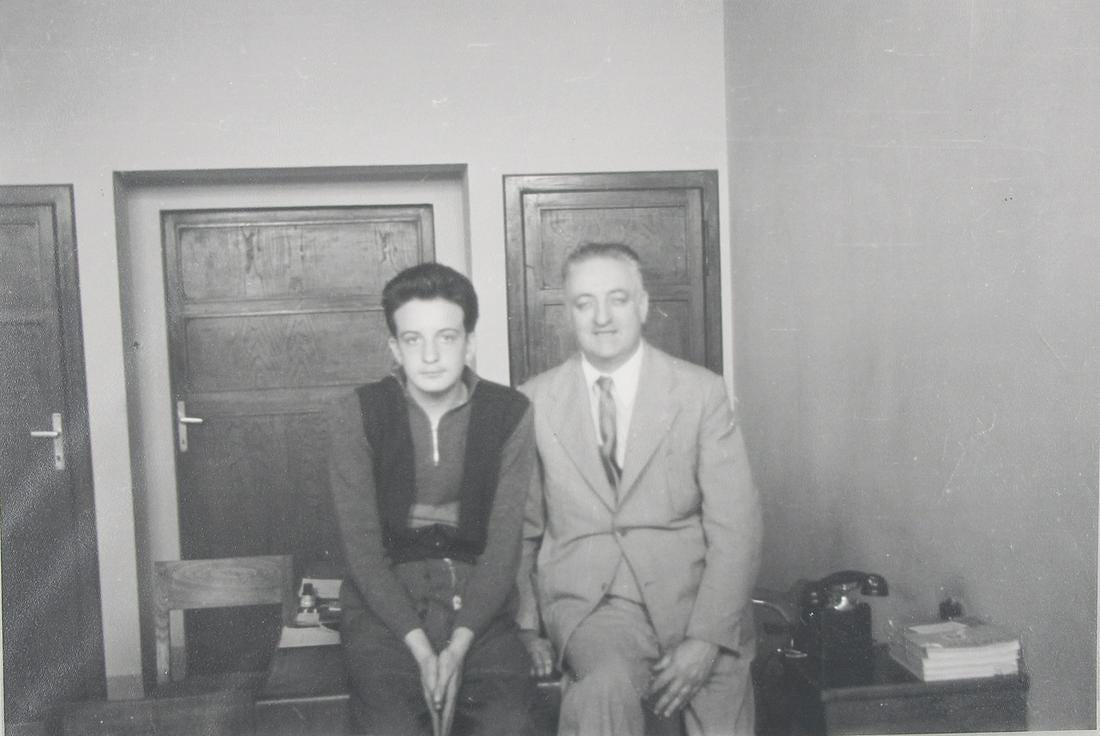
П'ятнадцятирічний Діно з батьком, 1947 рік

За свою коротку кар'єру у Ferrari Альфредо прославився завдяки гоночному автомобілю 750 Monza та 1,5-літровому двигуну V6 Ferrari Dino, який згодом використовувався командою Scuderia Ferrari у ранніх перегонах Формули-2. Через два роки, у 1957 році, Енцо представив серію гоночних спорткарів Dino з цим двигуном V6, названу на його честь. Згодом під цією ж маркою почали випускати та дорожні автомобілі.
Джино Ранкаті, друг Енцо Феррарі, розповідає: «Діно завжди відігравав активну роль у Ferrari, попри своє слабке здоров'я. Його цікавило все, але я думаю, що найбільше його цікавили двигуни».

## Смерть
Під час роботи у Ferrari в Альфредо почались проблеми зі здоров'ям. Його тіло ставало все більш скутим, і він часто не міг втримати рівновагу. У Модені йому поставили діагноз — м'язова дистрофія Дюшена. У лікарні Діно обговорював технічні деталі 1,5-літрового V6 з колегою-інженером Вітторіо Джано та своїм батьком Енцо Феррарі. Енцо високо оцінював інтенсивність, розум і уважність Альфредо. Діно помер у Модені 30 червня 1956 року у віці 24 років, так і не побачивши двигуна, який він розробляв.
Смерть Альфредо вплинула на шлюб його батьків. Мати Лаура Домініка Гарелло, не в змозі змиритися з втратою єдиного сина, її стан дедалі більше ставав нестабільним.
П'єро Феррарі, зведений брат Діно, народжений поза шлюбом 22 травня 1945 року в родині Енцо Феррарі та його коханки Ліни Ларді, і наступник Енцо після смерті Діно, сказав: «Я ніколи не знав Діно, але я ніколи не відчував себе жертвою його пам'яті або болю, яку завжди відчував мій батько Енцо через його смерть. І я був би нечесним, якби не сказав, що коли я дізнався про це [після смерті Лаури, в 1978 році], у мене було багато почуттів».
Джино Ранкаті, давній друг Альфредо та Енцо Феррарі, сказав: «П'єро тепер чоловік зі своєю сім'єю, але наполягання його батька на збереженні пам'яті про Діно, мабуть, наклало на нього відбиток».

## Спадщина

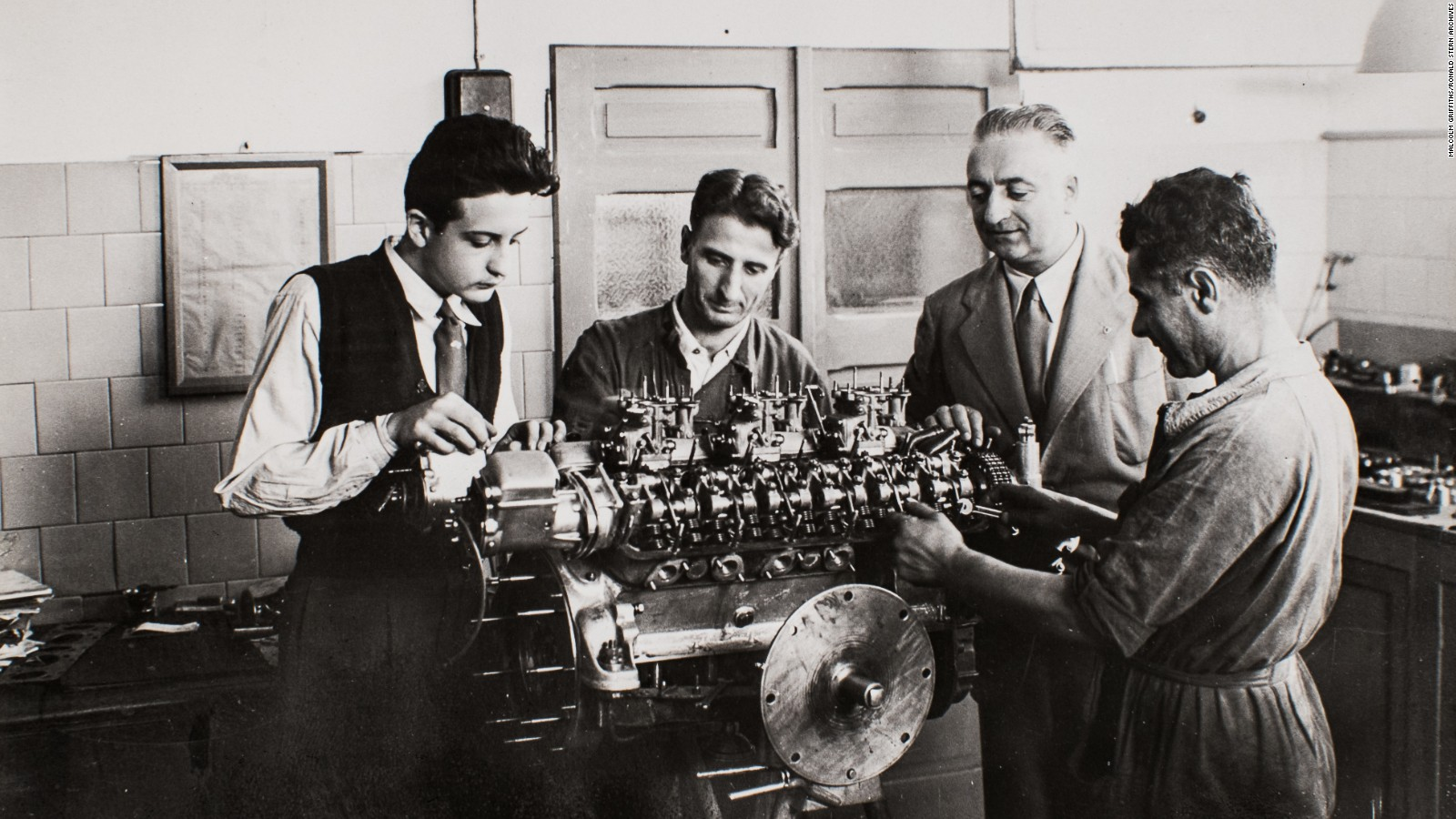
Діно та Енцо Феррарі з механіками, імовірно 1947 рік

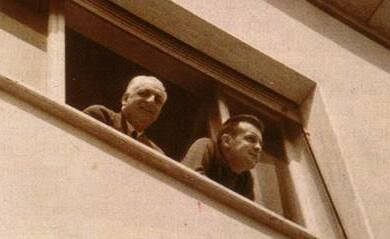
Енцо і Діно Феррарі в Маранелло, 1955 рік

Альфредо Феррарі найбільш відомий завдяки розробленому ним двигуну, пізніше названому Ferrari Dino, серії V-подібних шести- і восьмициліндрових двигунів Dino, що випускалися компанією Ferrari з кінця 1950-х до початку 2000-х років. Автомобільна марка Dino найбільш відома завдяки середньомоторним задньопривідним спортивним автомобілям, що випускалися Ferrari з 1957 по 1976 рік.
Автомобільний бренд Dino народився наприкінці 1956 року з випуском гоночного автомобіля Формули-2 з передньомоторною компоновкою. Автомобіль був оснащений новим двигуном Dino V6 від Ferrari. Назву Dino також використовували для моделей з двигунами менш як 12 циліндрів, намагаючись створити відносно недорогий спортивний автомобіль; назва Ferrari використовувалася лише для преміум-моделей з V12 і плоскими12-циліндровими двигунами до 1976 року, коли виробництво Dino було припинено.
У 1950-х Альфредо разом з інженером Вітторіо Яно переконав Енцо Феррарі створити серію гоночних автомобілів з двигунами V6 та V8. Написи, що прикрашали значки та кришки головок циліндрів, були засновані на підписі Діно.
У 1962 році Енцо Феррарі заснував Премію Діно Феррарі (Premio Giornalistico Dino Ferrari) в пам'ять про свого сина з призом у 500 000 лір. Пізніше премія була збільшена до 1 мільйона лір, а також була представлена невелика бронзова статуетка коня, що скаче — емблема Ferrari. Серед лауреатів премії — письменники Джино Ранкаті, Джованні Арпіно та Альберто Бевілаква.
Автодром Енцо і Діно Феррарі в Імолі спочатку мав назву Автодром Діно Феррарі, а ім'я Енцо було додано лише в 1988 році, після його смерті. 16 вересня 1979 року там пройшов позаліковий Гран-прі Діно Феррарі.
Зведений брат Діно, П'єро також активно підтримує Centro Dino Ferrari, дослідницький центр при Міланському університеті з вивчення нейродегенеративних і м'язових захворювань, розташований в Інституті клінічної неврології університетської лікарні Мілана. Центр був заснований їхнім батьком, Енцо Феррарі, разом з професором Гульєльмо Скарлато в 1978 році.